# Nawozy mineralne

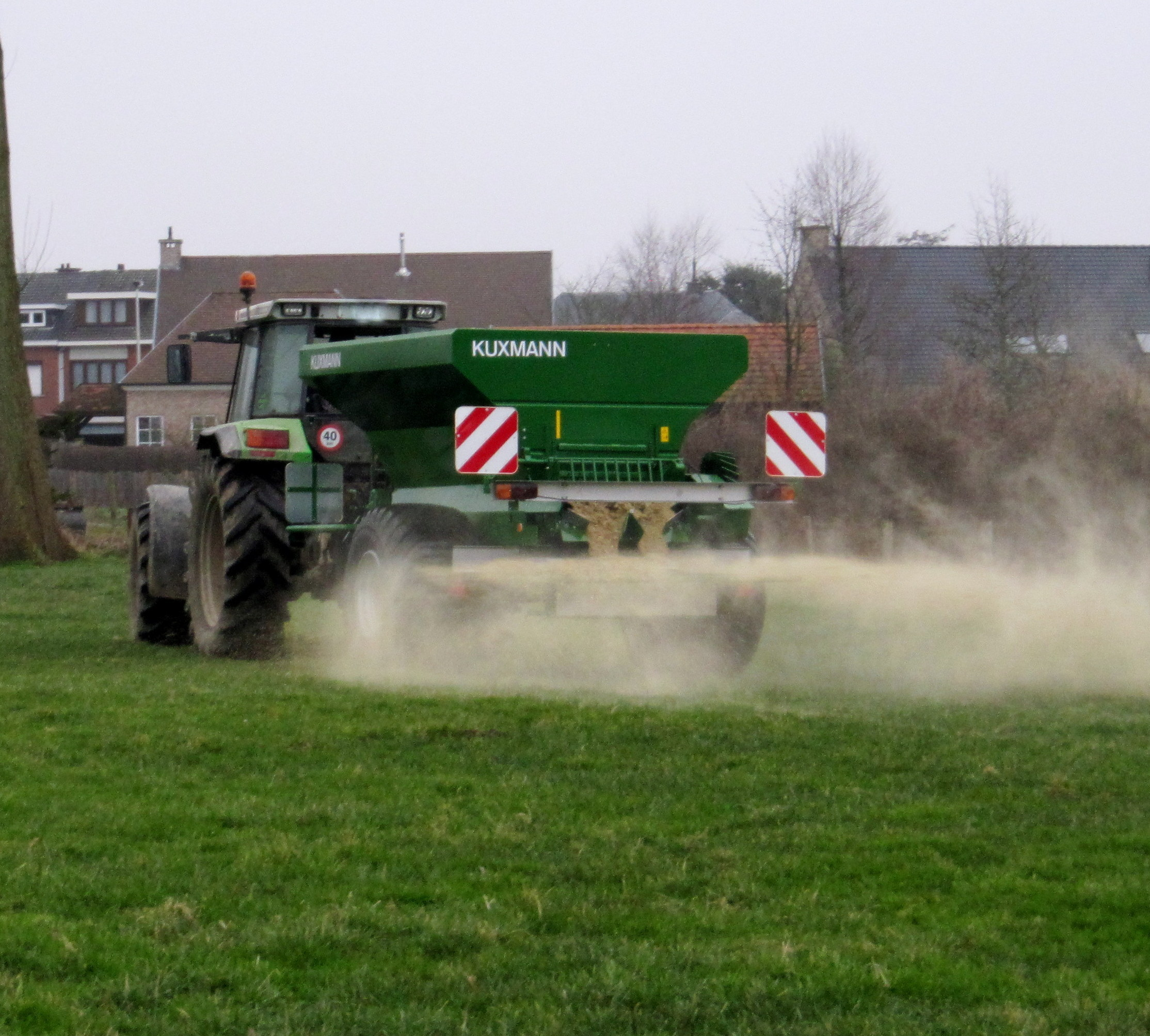
Rozsiewacz nawozów mineralnych podczas pracy

Nawozy mineralne – substancje pochodzenia mineralnego, używane w uprawie roślin w celu wzbogacenia gleby w składniki pokarmowe niezbędne dla rozwoju roślin i polepszenia jej właściwości fizycznych, chemicznych i biologicznych. Nawozy mineralne mogą być produkowane z kopalin lub wytwarzane na szeroką skalę w zakładach chemicznych w procesie syntezy. Firmy zajmujące się tego rodzaju produkcją zalicza się do branży Wielkiej Syntezy Chemicznej.

## Historia
W starożytności do nawożenia wykorzystywane były: popiół oraz piaszczyste lub gliniaste margle. Pierwsza teoretyczna praca dotycząca nawożenia roślin pochodzi z XVI w. Była to teoria mineralnego odżywiania się roślin, ogłoszona w 1563 roku przez Bernarda de Palissy. Podstawę nauki o nawożeniu dał Konrad Sprengel, który ogłosił, że do odżywania się roślin niezbędne są składniki mineralne, w skład których wchodzić miało 15 związków m.in. mielone kości, fosforyty, popiół, sole potasowe, wapno. 
Fundamentalne znaczenie dla chemii rolnej miały prace Lebiega, który w 1840 roku ogłosił teorię mineralną, wg której roślina za pomocą korzeni z gleby pobiera składniki mineralne, a z powietrza węgiel w postaci dwutlenku węgla. W 1842 roku John Bennet Lawes opatentował metodę przemysłowej produkcji superfosfatu, W 1878 roku G. Mayer wyprodukował z karbidu azotniak, W 1879 Sidney Gilchrist Thomas wynalazł tomasynę. 
Początkowo jedynym mineralnym źródłem nawozów azotowych były pokłady saletry chilijskiej eksploatowane od roku 1830. W roku 1905 w Westergeln koło Magdeburga została oddana do eksploatacji pierwsza fabryka syntetycznych nawozów azotowych.
Po I wojnie światowej rozpoczęto produkcję dla rolnictwa oraz ogrodnictwa tzw. mikronawozów.

## Skład
Do najważniejszych składników nawozów należą: azot (N), fosfor (P), potas (K), bor (B), siarka (S) oraz wapń (Ca) i magnez (Mg). Nawozy mineralne dostarczane rolnictwu przez przemysł chemiczny i na ogół zawierają jeden składnik pokarmowy. Nawozy wieloskładnikowe, zawierające dwa (np. nawozy NP dostarczające azot i fosfor) lub więcej składników pokarmowych (np. nawozy NPK dostarczające  azot, fosfor i potas) produkowane są od lat 80. XX wieku. Początkowo wykorzystywane były wyłącznie w uprawach specjalistycznych. Mogą one zawierać dodatkowo biostymulator.

## Zastosowanie

### Nawozy azotowe

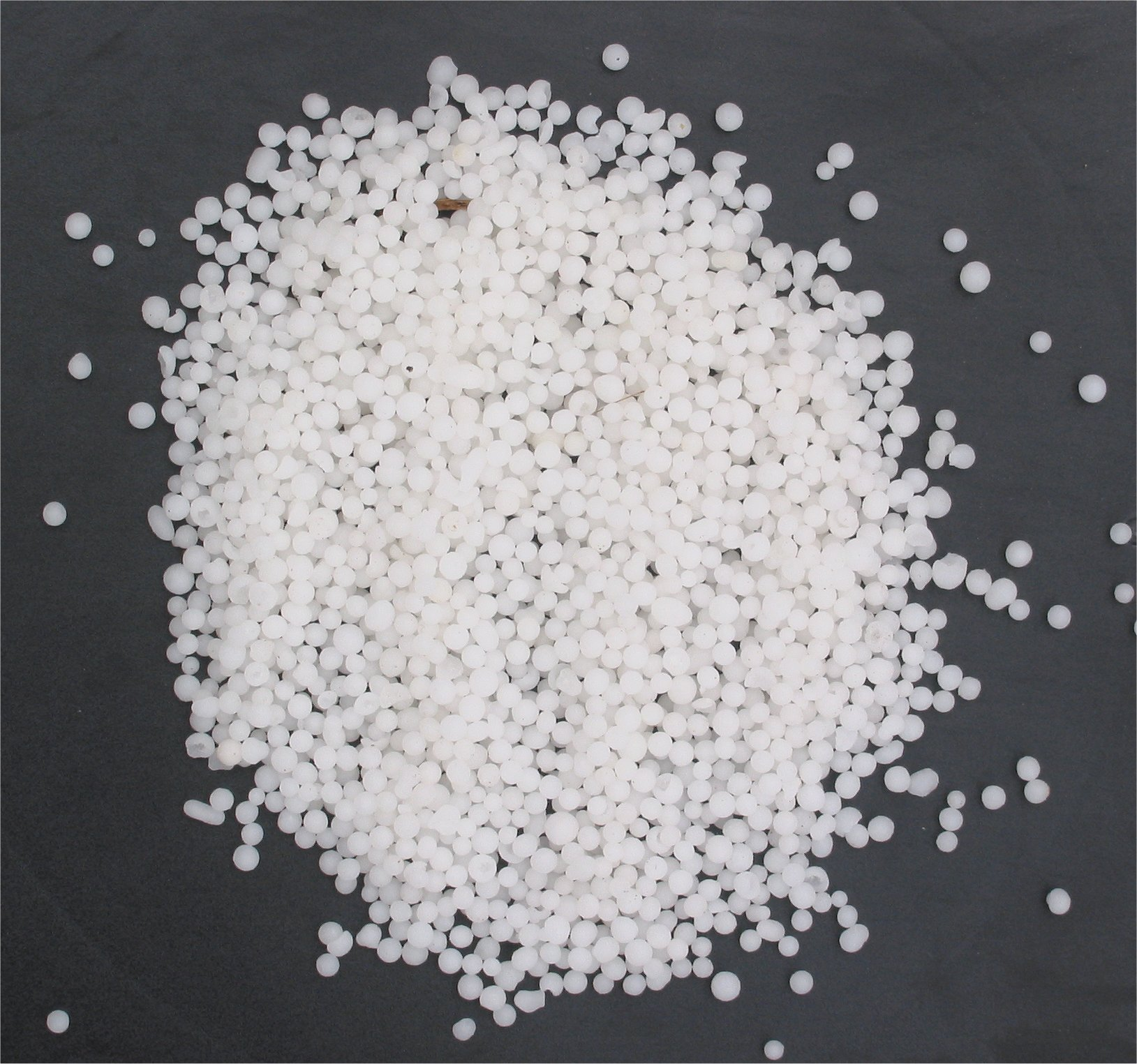
Saletra sodowa

Ich zastosowanie w największym stopniu wpływa na zwiększenie masy plonu oraz wydłużenie okresu wegetacji. Azot zawarty w glebie jest z niej szybko wymywany, więc nawożenie należy rozłożyć w czasie, a także stosować w okresie intensywnego wzrostu roślin. 

### Nawozy fosforowe
Fosfor zatrzymywany jest w glebie i nie ulega wymywaniu nawet pod wpływem deszczu. Nawożona fosforem gleba akumuluje pierwiastek przez lata, dlatego nawozy fosforowe stosuje się w skomasowanych dawkach, co 2-3 lata. Nawozy tego typu należy stosować w glebie na głębokości 10–40 cm. 

### Nawozy potasowe
Nawozy tej grupy wpływają na zwiększenie masy plonu, ilości cukrów prostych w roślinie i odporności roślin na trudne warunki atmosferyczne. Potas stosowany jest w fazach intensywnego wzrostu roślin. 

### Nawozy wapniowe
Związki wapnia w nawozach wapniowych służą przede wszystkim do regulowania odczynu gleby. Wapń występujący w glebie jest słabo przyswajalny dla roślin, lub tak jak w glebach polskich, jest go za mało. Dlatego też, regularne nawożenie wapniem zabezpiecza rośliny przed samorozkładem tkanek.

### Nawozy magnezowe
Magnez odpowiada za prawidłowy wzrost roślin od wczesnych faz rozwoju. Wpływa również na skalę pobierania składników odżywczych i odporność rośliny. Z uwagi na łatwe wymywanie magnezu z gleby, nawożenie tym pierwiastkiem powinno odbywać się systematycznie. 

## Produkcja

### Nawozy azotowe
Produkcja nawozów azotowych oparta jest na amoniaku, który otrzymywany jest w większości bezpośrednio z pierwiastków metodą Habera i Boscha. Największym producentem nawozów azotowych w Polsce jest Grupa Azoty.

### Nawozy potasowe
Surowcem do produkcji nawozów potasowych jest chlorek potasu (sól potasowa). Źródłem soli potasowej są przede wszystkim minerały - sylwin, karnalit, kainit. Sposób wydobycia soli potasowych nie odbiega przeważnie od metod eksploatacji złóż węgla kamiennego.

### Nawozy fosforowe
Produkowane w wyniku potraktowania fosforytów kwasem siarkowym lub fosforowym. Na skutek reakcji powstają łatwo rozpuszczalne w wodzie sole fosforowe.

## Negatywny wpływ na środowisko
Zastosowanie nawozów mineralnych w rolnictwie rośnie. Ich nadmiar może oddziaływać szkodliwie na glebę i organizmy w niej żyjące. Spływająca z przenawożonych pól woda zawiera duże ilości związków mineralnych, głównie azotu i fosforu. Spływy te oraz ścieki obficie wzbogacają wody w substancje pokarmowe, tym samym powodując użyźnianie zbiorników wodnych, co prowadzi do silnego rozwoju roślin wodnych, przede wszystkim glonów, wywołując ich zakwity. Masowo występujące glony ulegają rozkładowi, zużywając tlen zawarty w wodzie.
Zalecane bezpieczne dawki przez producentów zależą od rodzaju gleby i tak:
- najniższa dawka przeznaczona jest do gleb piaszczystych; zbyt duża dawka może spowodować uszkodzenie korzeni roślin, a także obumarcie mikroorganizmów;
- dawka najwyższa przeznaczona jest do gliniastych gleb.

Negatywny wpływ, jaki może mieć nawożenie na środowisko naturalne może być minimalizowany poprzez racjonalne nawożenie i uprzednią analizę gleby, a także dostosowanie ilości nawozu do potrzeb pokarmowych roślin. Pozwala to nie tylko na ochronę przyrody, ale również maksymalizację efektywności użytych nawozów. 

## Rolnictwo zrównoważone
Jednym ze sposobów minimalizowania negatywnego wpływu m.in. nawozów mineralnych na środowisko naturalne jest stosowanie metod produkcji rolnictwa zrównoważonego. Zgodnie z jego założeniami produkcja rolna dążyć ma do jak najbardziej racjonalnego wykorzystania zasobów przyrody. Nawożenie odbywa się według ściśle określonego planu, a dawki nawozów są precyzyjnie dozowane, celem uniknięcia m.in. przenawożenia.

## Pozytywny wpływ na środowisko
Nawozy mineralne w porównaniu z naturalnymi, dostarczają większej ilości łatwo przyswajalnych składników mineralnych, niezbędnych do wzrostu i rozwoju rośliny. Zastosowanie nawozów mineralnych prowadzi do zwiększenia plonów roślin oraz podwyższenia ich jakości. Prawidłowe nawożenie warzyw i owoców przyczynia się do wzrostu ilości białka, cukrów i soli mineralnych w nich zawartych. Nawozy mineralne pomagają w przywróceniu równowagi chemicznej w glebach ubogich w jeden lub kilka pierwiastków, pozwalając przystosować do zasiewu grunty początkowo ubogie w składniki odżywcze. 
Stosowanie nawozów wpływa na zwiększenie biomasy roślin uprawnych. Im większa biomasa roślin, tym więcej dwutlenku węgla z atmosfery mogą one przyswoić. Zwiększona plenność roślin powodowana wykorzystaniem nawozów mineralnych wpływa korzystnie na zmniejszenie emisji dwutlenku węgla do atmosfery.

## Produkcja i zużycie nawozów mineralnych na świecie
Największymi producentami nawozów na świecie są Chiny (31% globalnej produkcji), Indie, USA (po 10%), Rosja (8%) i Kanada (5%). Szacuje się, że 57-59% globalnej produkcji nawozów stanowią nawozy azotowe, następnie fosforowe (21-23%) i potasowe (17-19%). Od kilku lat zauważalny jest dynamiczny wzrost globalnego zapotrzebowania na nawozy. 

## Produkcja i zużycie nawozów mineralnych w Polsce
Do niedawna zauważalna była tendencja wzrostowa w ilości zużywanych w Polsce nawozów. W roku gospodarczym 2011/12 zużyto w Polsce w przeliczeniu: 125,1 kg nawozów na 1 hektar użytków rolnych. Grupę najczęściej sprzedawanych nawozów stanowią nawozy azotowe, których ogółem w 2013 roku wyprodukowano 1 832 tysiące ton (dane wg GUS 2014). Największym producentem nawozów azotowych i wieloskładnikowych w Polsce jest Grupa Azoty. Koncern produkuje m.in. nawozy azotowe, nawozy azotowe z siarką, nawozy fosforowe oraz nawozy wieloskładnikowe (NPK). 
| Nazwa firmy                               | Produkcja roczna (w tys. ton) |
| ----------------------------------------- | ----------------------------- |
| Grupa Azoty Zakłady Azotowe "Puławy" S.A. | 3788 tys.                     |
| Grupa Azoty POLICE                        | 2273 tys.                     |
| Grupa Azoty S.A.                          | 790 tys.                      |
| Grupa Azoty ZAK S.A.                      | 780 tys.                      |
| GZNF "Fosfory"                            | 360 tys.                      |